# 白兎神社 (鳥取県八頭町)
白兎神社（はくとじんじゃ）は鳥取県八頭郡八頭町福本にある神社。
旧社格は村社。
鎮座地の地名を冠して福本白兎神社とも呼ばれる。

## 由緒
創立年代不詳。
社伝では第54代仁明天皇（在位: 833年〈天長10年〉- 855年〈嘉祥3年〉）の時代に叙位、奉幣があったとされる。
1795年（寛政7年）成立の『因幡志』には「高草郡内海村（現・鳥取市白兎）の白兎大明神を遷し祀ったと言われている」とあり、実際そのような伝承もあるが信頼できる根拠はない。
八頭町と鳥取市の境にそびえる霊石山は因幡国の中央に位置することから中山と呼ばれており、中山一帯の麓の村には兎神信仰があった。
因幡地方最初の地誌、1688年（貞享5年）成立の『因幡民談記』では、土師百井、福本、池田（現・八頭町）の氏神大兎大明神として名前が見られ、
約100年後の『因幡志』では八上郡百井村、池田村、福本村、下門尾村、上門尾村の5ヶ村152戸が氏神として白兎大明神を祀っていたとある。
同町下門尾の青龍寺所蔵の『城光寺縁起』、慈住寺の『慈住寺縁起』によれば、天照大神が霊石山に降臨した際に白兎が現れて道案内をしたため、この白兎を道祖白兎大明神として村の氏神として崇めたとされる。
この白兎は『古事記』の白兎ではなく月読尊の御神体であり、道案内をしたことから道祖神的な役割も持っていた。白兎神社境内に植えられた椋の木とよのみの木が道中の目印として道案内の役割をするとともに、外来の疫病や悪霊から村を守っていたと考えられる。
1868年（明治元年）に福本村下土居で祀られていた稲荷神を合祀して村社となるが、1906年（明治39年）の神社合祀令により1914年（大正3年）2月10日、同町宮谷の賀茂神社に合祀されて廃社となり、社殿は同町下門尾の青龍寺に移築され、灯籠は賀茂神社に移設された。
元の場所には小祠と鳥居が残されていたが、1943年（昭和18年）の鳥取地震で鳥居は倒壊した。
2010年（平成22年）9月11日、同町福本の妙見堂敷地内に昭和初期に建てられた白兎神社の分社を移転、御神体を遷座して再興された。

## 祭神
主祭神
- 素兎神 - 月読尊の御神体

配神
- 倉稲魂尊 - 明治元年合祀

## 境内

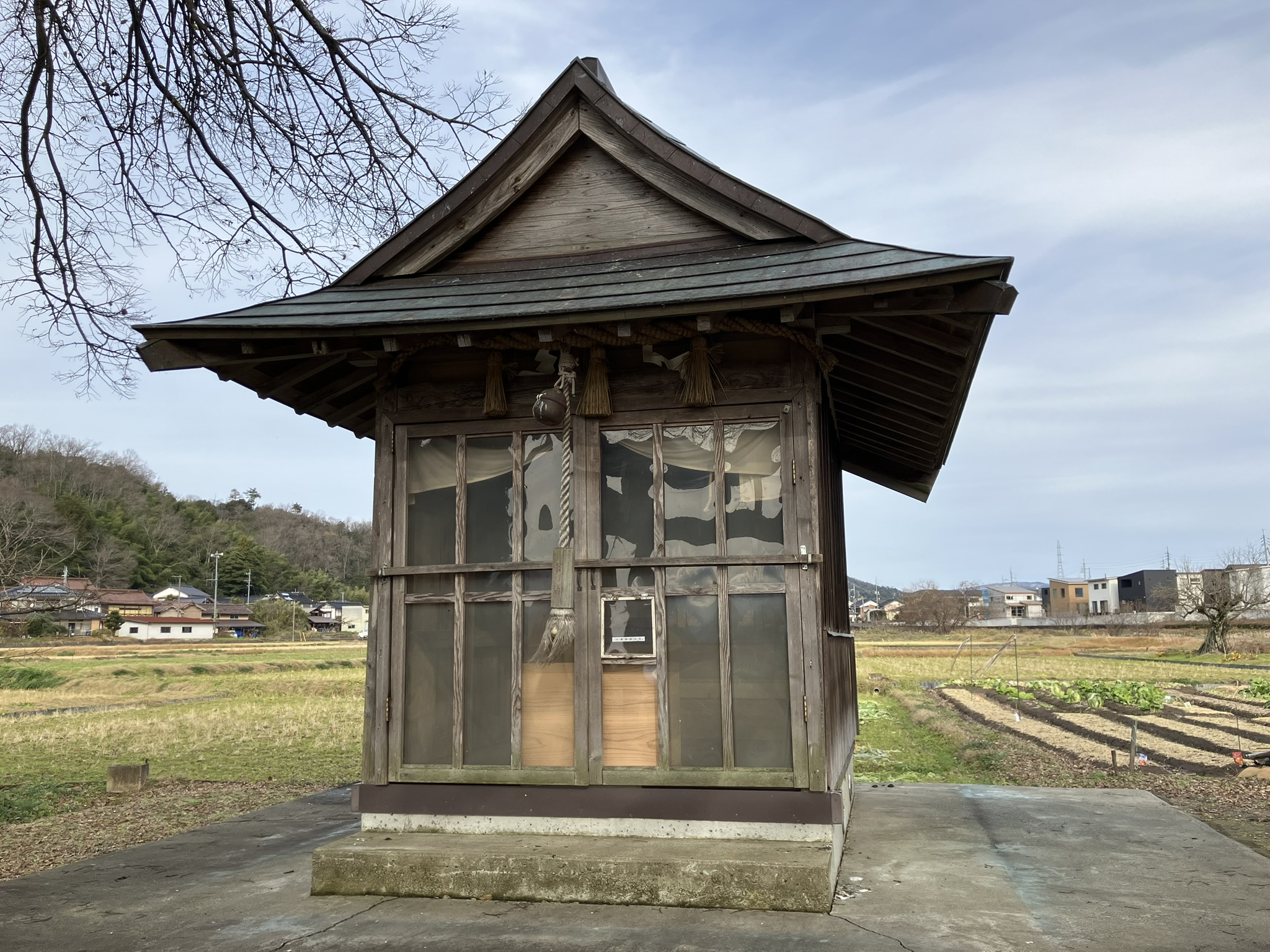
本殿
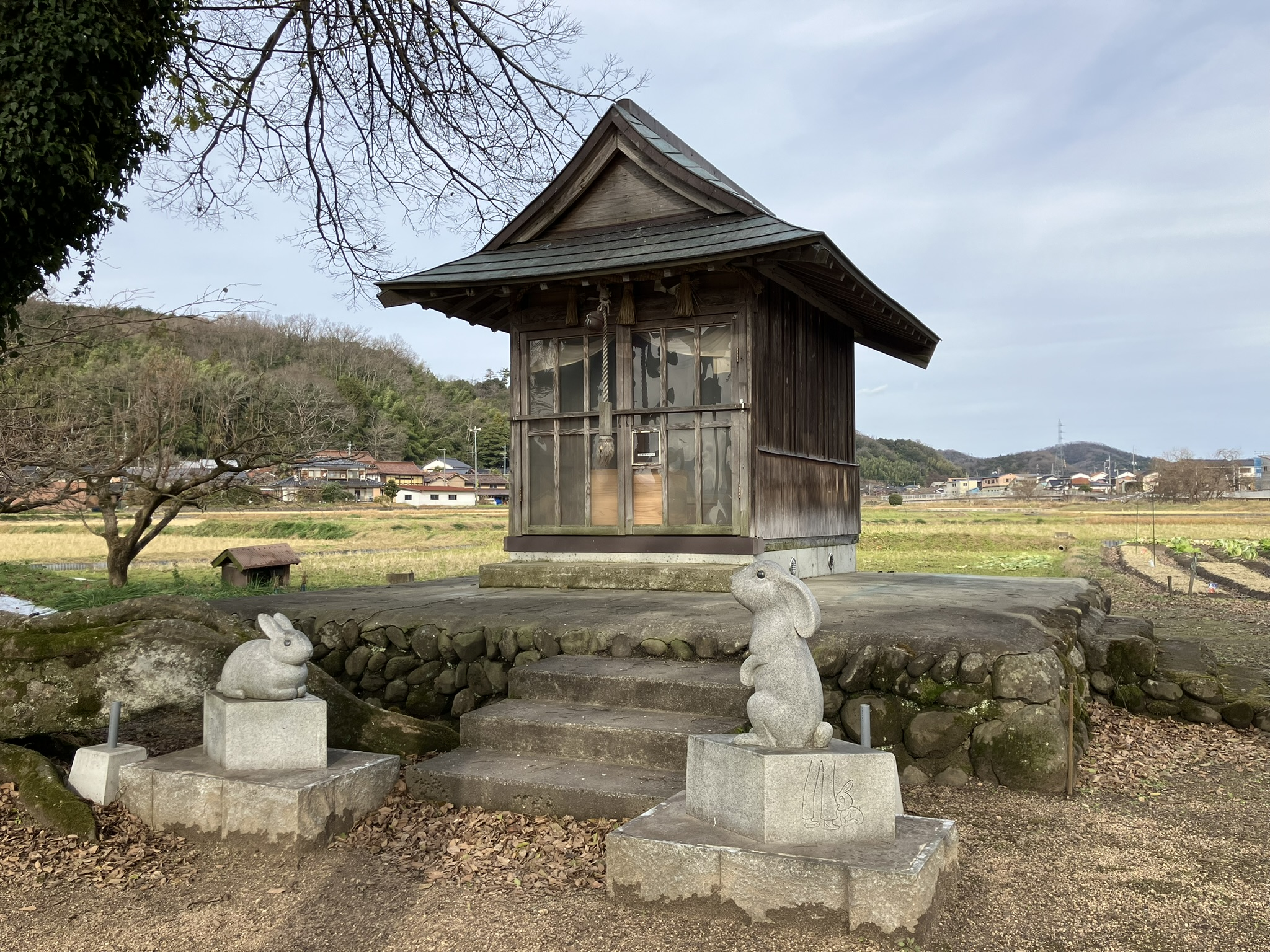
狛兎
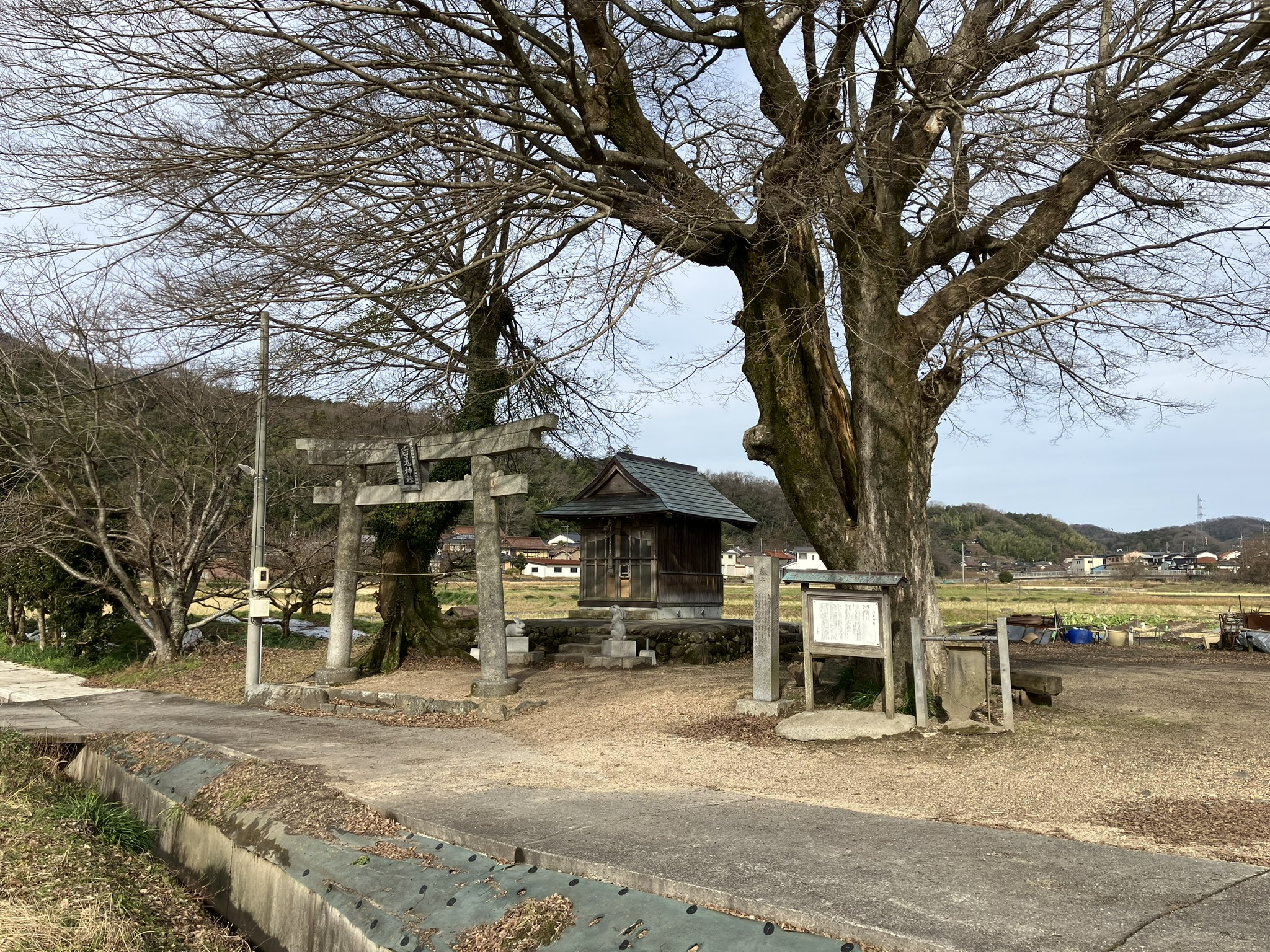
椋の木とよのみの木

## 現地情報

### 所在地
- 鳥取県八頭郡八頭町福本

### 交通アクセス
- JR因美線郡家駅から徒歩で約15分。